# Груша по-божолезски
Груша по-божолезски (фр. Poire à la Beaujolaise, также Груша в вине) — традиционный французский десерт из груш винодельческого региона Божоле, характерный для кухни Бургундии и Лиона.

## История
Уже в начале XIX века существовал рецепт, известный как Compote de poires à la bonne femme: «грушевый компот "Хорошая хозяйка"». Груши варили в кастрюле с красным вином, сахаром и специями. Если варка не приводила к желаемому красному цвету, добавляли кошениль (натуральный краситель) и клали в сосуд с компотом оловянную ложку. Французский искусствовед Гастон Башляр в своей книге «Рациональный материализм» писал: «Олово обладает свойством усиливать красный цвет растительных веществ; этот факт известен поварам, которые никогда не забывают положить оловянную ложку в компот из груш, чтобы придать ему хороший красный цвет».

## Приготовление
Для приготовления десерта следует использовать красное вино и твёрдые груши. В вино добавляют сахар или мёд, гвоздику, перец горошком, палочку корицы, стручок ванили, цедру апельсина, после чего смесь доводят до кипения. Очищенные от кожуры груши готовят в вине методом поширования. Груши вынимают ещё твёрдыми, вину позволяют ещё кипеть, до загустения. Полученным таким образом винным соусом поливают грушу при подаче. Десерт подают холодным или тёплым. Также существуют рецепты, где груши разрезают пополам, подают со взбитыми сливками или мороженым.

## Галерея

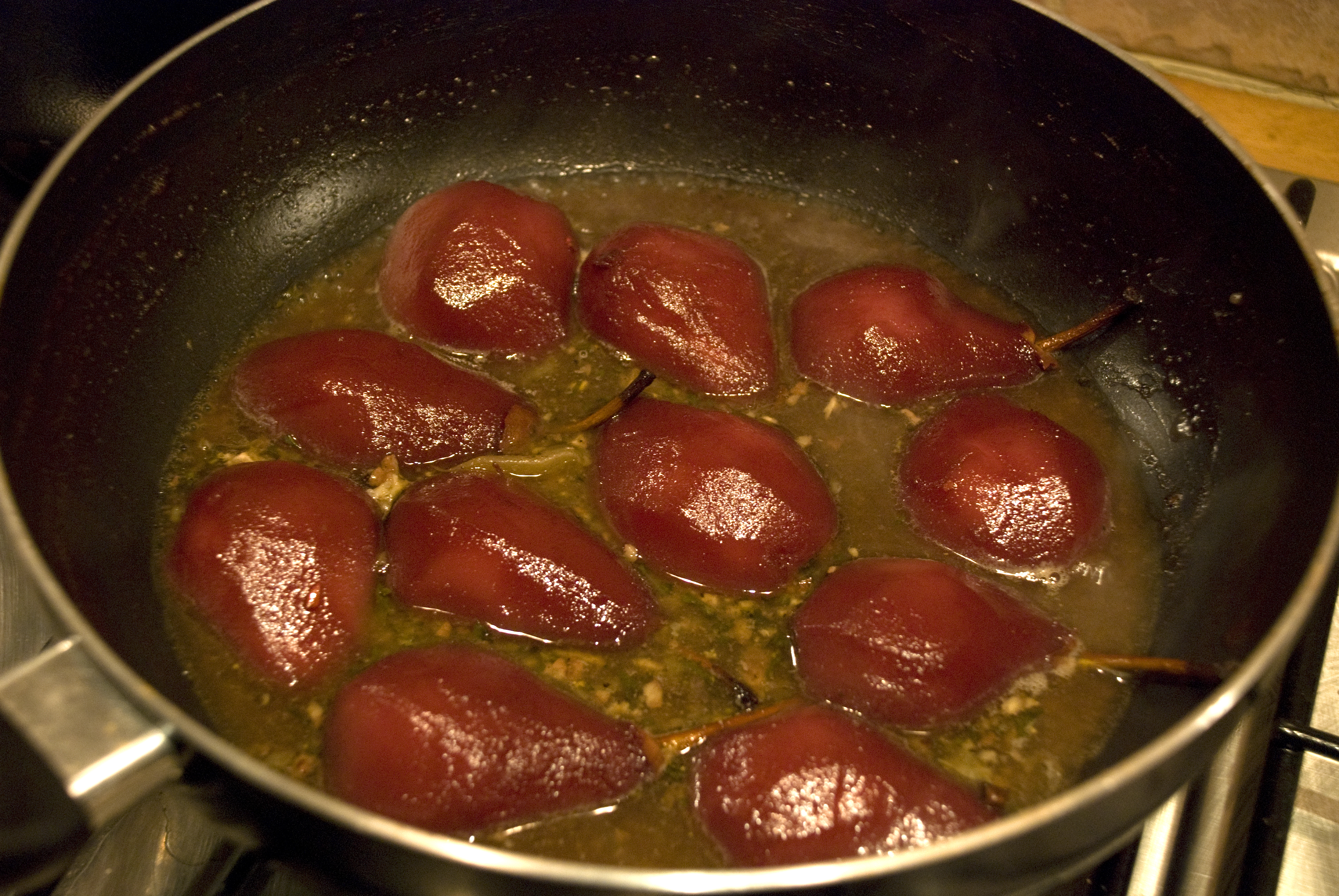
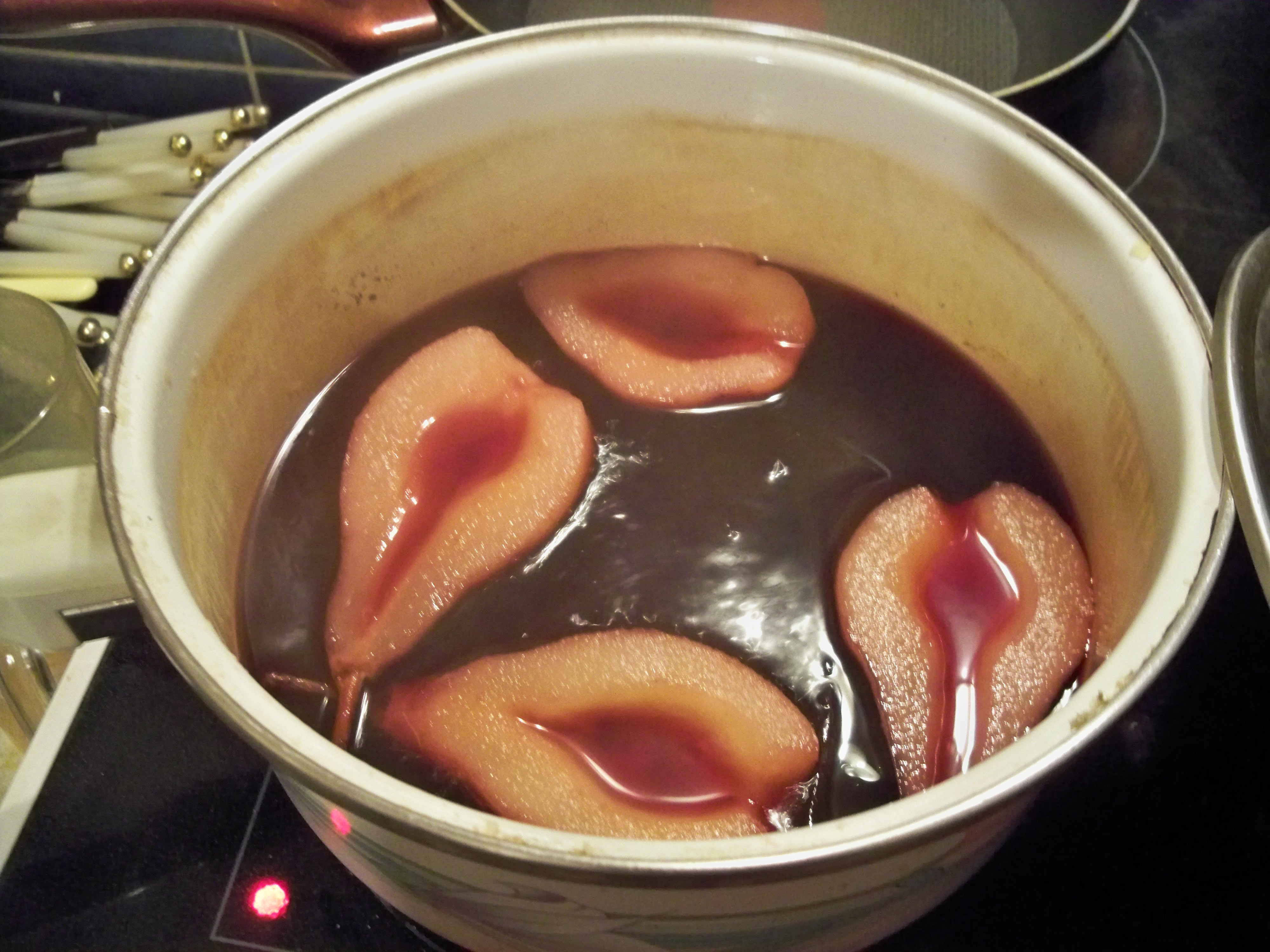
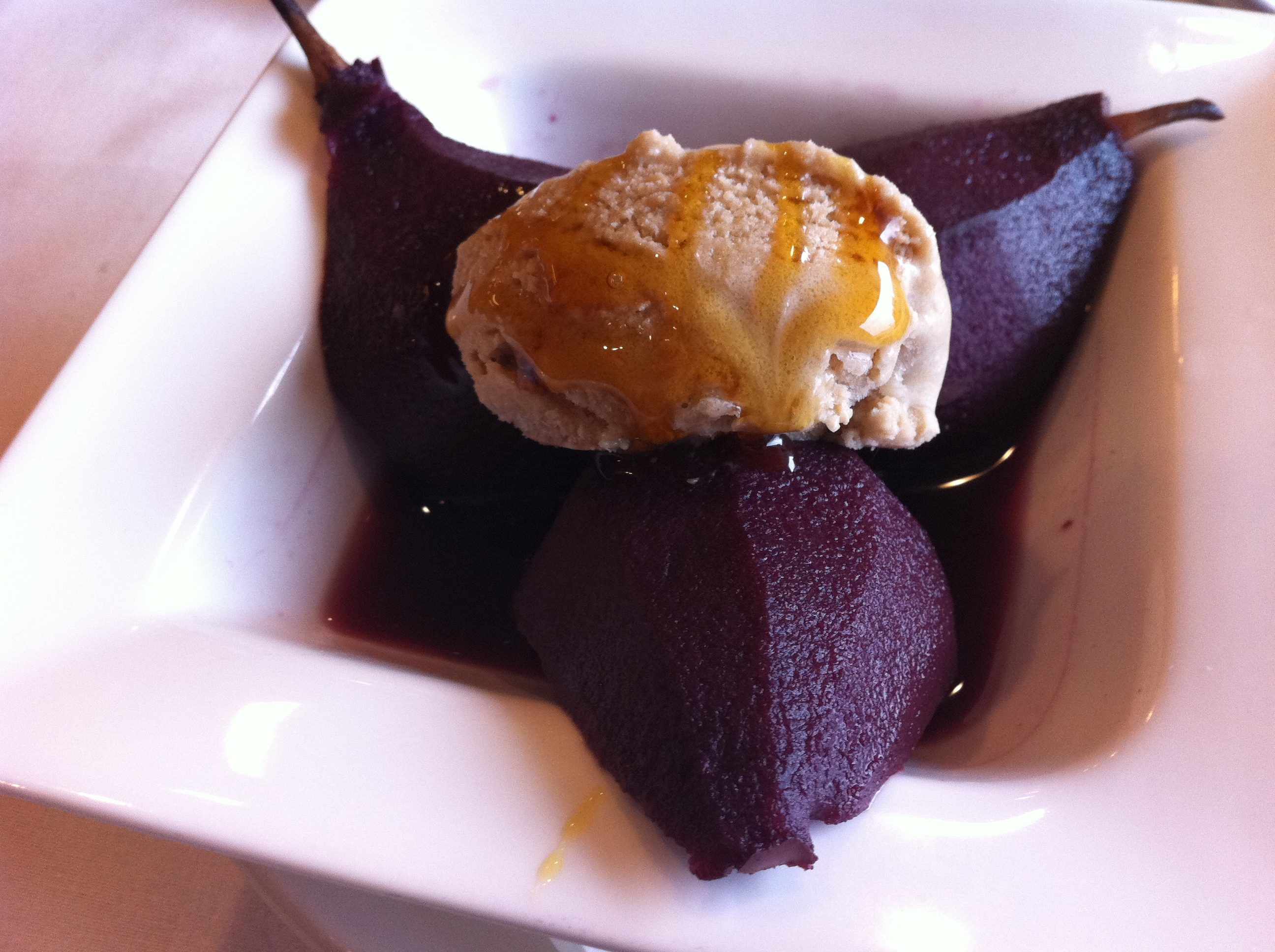
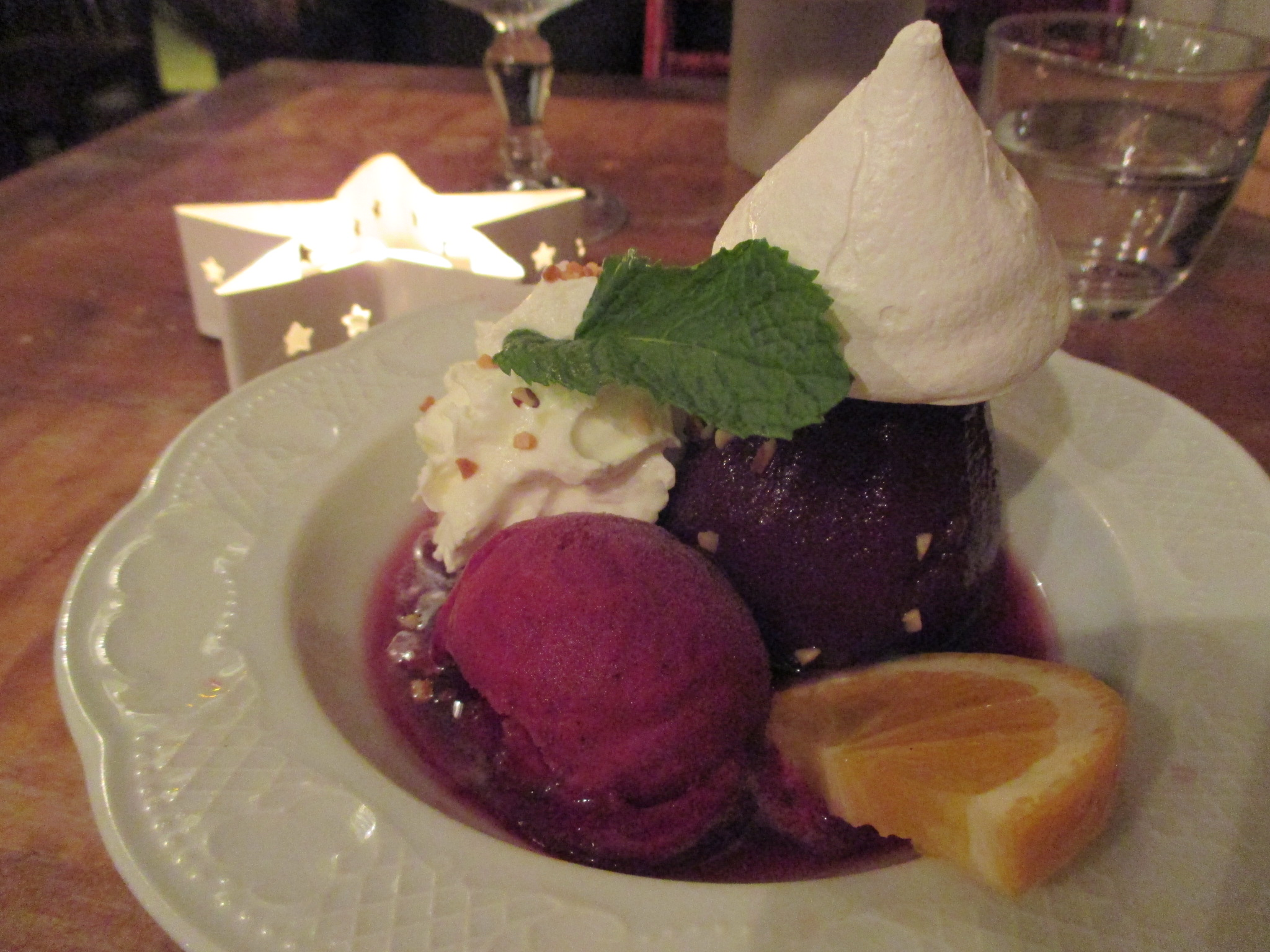
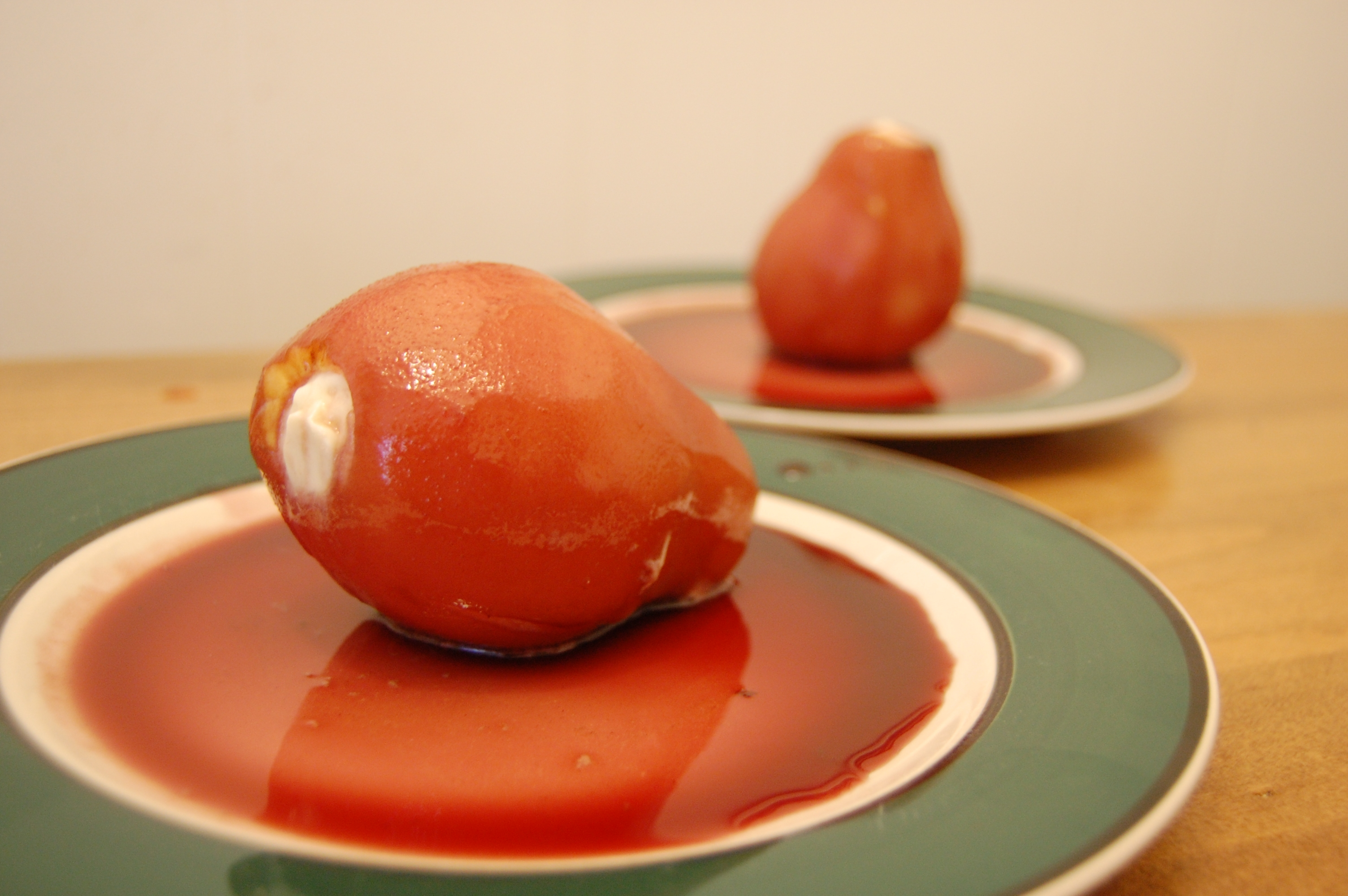
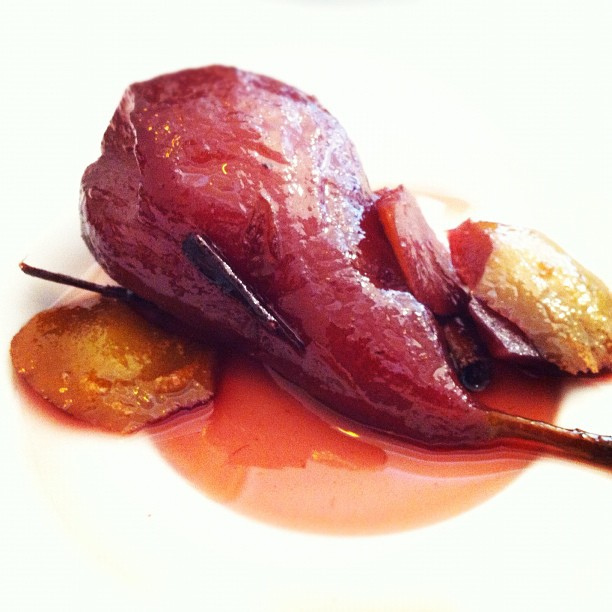